# 크리스토포로 콜롬보역
크리스토포로 콜롬보역(이탈리아어: Stazione di Cristoforo Colombo)은 로마-리도 선에 있는 철도역이다. 오스티아 방면 종착역이다. 1959년 6월 20일 개통하였다.

## 시설
크리스토포로 콜롬보역에는 다음과 같은 시설이 존재한다.
- 자동 발권기

| 로마-리도 선                        | 로마-리도 선 | 로마-리도 선 |
| ----------------------------------- | ------------ | ------------ |
| 카스텔 푸사노 로마 포르타 산 파올로 |              | 시·종착역    |